# Grafisk tidslinje for Big Bang
Denne tidslinje for Big Bang viser rækkefølgen af begivenheder ifølge teorien om Big Bang fra tidens begyndelse til slutningen af den mørke urtid, dvs. indtil reionisation begynder. 
Skalaen er en logaritmisk skala som viser {\displaystyle 10*\log _{10}} sekunder i stedet for sekunder. For eksempel er et mikrosekund {\displaystyle 10*\log _{10}0.000001=10*(-6)=-60}. For at omsætte -30 aflæst på skalaen til sekunder, beregnes {\displaystyle 10^{-30/10}=10^{-3}=0.001} sekund = et millisekund. En afstand på ti punkter på skalaen svarer til et tidsrum, der er 10 gange længere end mellem de foregående ti punkter. 